# Best of Volume I
Best of Volume I prvi je kompilacijski album američkog hard rock sastava Van Halen, objavljen u listopadu 1996. godine. Skladbe koje se nalaze na njemu sastavljene su s prethodnih desetak studijskih albuma, a također se može naći i skladba "Humans Being" koja je rađena za film "Twister". Na njemu se nalaze i dvije nove pjesme, "Can't Get This Stuff No More" i "Me Wise Magic" koje je otpjevao originalni pjevač sastava David Lee Roth

## Popis pjesama
1. "Eruption"  – 1:42 (Michael Anthony, David Lee Roth, Eddie Van Halen, Alex Van Halen) 
  - (s albuma Van Halen, 1978)
2. "Ain't Talkin' 'Bout Love"  – 3:47 (Anthony, Roth, Van Halen, Van Halen) 
  - (s albuma Van Halen, 1978)
3. "Runnin' With the Devil"  – 3:32 (Anthony, Roth, Van Halen, Van Halen) 
  - (s albuma Van Halen, 1978)
4. "Dance the Night Away"  – 3:04 (Anthony, Roth, Van Halen, Van Halen) 
  - (s albuma Van Halen II, 1979)
5. "And the Cradle Will Rock..."  – 3:31 (Anthony, Roth, Van Halen, Van Halen) 
  - (s albuma Women and Children First, 1980)
6. "Unchained"  – 3:27 (Anthony, Roth, Van Halen, Van Halen) 
  - (s albuma Fair Warning, 1981)
7. "Jump"  – 4:04 (Anthony, Roth, Van Halen, Van Halen) 
  - (s albuma 1984 (album, Van Halen), 1984)
8. "Panama"  – 3:31 (Anthony, Roth, Van Halen, Van Halen) 
  - (s albuma 1984 (album, Van Halen), 1984)
9. "Why Can't This Be Love"  – 3:45 (Anthony, Sammy Hagar, Van Halen, Van Halen) 
  - (s albuma 5150, 1986)
10. "Dreams"  – 4:54 (Anthony, Hagar, Van Halen, Van Halen) 
  - (s albuma 5150, 1986)
11. "When It's Love"  – 5:36 (Anthony, Hagar, Van Halen, Van Halen) 
  - (s albuma OU812, 1988)
12. "Poundcake"  – 5:22 (Anthony, Hagar, Van Halen, Van Halen) 
  - (s albuma For Unlawful Carnal Knowledge, 1991)
13. "Right Now"  – 5:21 (Anthony, Hagar, Van Halen, Van Halen) 
  - (s albuma For Unlawful Carnal Knowledge, 1991)
14. "Can't Stop Lovin' You"  – 4:08 (Anthony, Hagar, Van Halen, Van Halen) 
  - (s albuma Balance (album), 1995)
15. "Humans Being"  – 5:10 (Anthony, Hagar, Van Halen, Van Halen) 
  - (skladba iz filma Twister, 1996)
16. "Can't Get This Stuff No More"  – 5:14 (Anthony, Roth, Van Halen, Van Halen) 
  - (nova pjesma, 1996)
17. "Me Wise Magic"  – 6:05
  - (nova pjesma, 1996)

## Singlovi
| Godina | Singl                          | Top lista              | Mjesto |
| ------ | ------------------------------ | ---------------------- | ------ |
| 1996   | "Me Wise Magic"                | Mainstream Rock Tracks | 1      |
| 1997   | "Can't Get This Stuff No More" | Mainstream Rock Tracks | 12     |